# Лаптевка (Новосибирская область)
Лаптевка — село в Колыванском районе Новосибирской области. Входит в состав Пихтовского сельсовета.

Село Лаптевка

## География
Площадь посёлка — 39 гектаров.
Лаптевка расположена в Васюганских топях, в 100 км от Новосибирска. Через деревню течет р. Бакса.

## Население
| 2002 | 2007 | 2010 |
| ---- | ---- | ---- |
| 118  | ↘111 | ↘74  |

В начале 2009 года в Лаптевке живёт 93 человека. В 1990-е годы — около 160 человек.
В 2009 году в школе на 22 предмета 5 учителей. 16 учеников.

## Транспорт и связь
Больницы в деревне нет, врачей тоже. С 1990-х годов, когда была разобрана железная дорога, деревня оказалась оторванной от цивилизации. Проехать на автомобиле по лесной дороге до Лаптевки не всегда представляется возможным.

## История
Название Лаптевка появилось от имени основателя деревни. До того как в этих местах обосновался Лаптев, здесь вероятно жили сибирские татары (XVI век). Характерные для того времени гробы (в стволах деревьев) были найдены в XX веке, когда обвалился берег реки, разделяющей Лаптевку.
Развитие села в советский период тесно связано со строительством Транссиба и лесоперерабатывающей промышленности (хотя само село существует примерно с периода освоения Сибири).
Комсомольцы 1920-х годов начали сооружать железнодорожную ветку Транссиба. За шесть лет было построено 77 километров до станции Пенек.
В 1947 году железная дорога протянулась на 120 километров и прошла через сёла Коноваловка, Лаптевка, Орловка, Ершовка, Мальчиха, Пихтовка, Марчиха.

## Инфраструктура
В деревне по данным на 2007 год функционируют 1 учреждение здравоохранения и 1 учреждение образования.